# Gerhard Kadow
Gerhard Kadow (* 21. Dezember 1909 in Uelzen; † 22. oder 23. Juni 1981 in Krefeld) war ein deutscher Maler, Grafiker und Textilkünstler.
Kadow studierte in den 1920er Jahren am Bauhaus in Dessau bei Kandinsky und Paul Klee. Nach einer Weberlehre wurde er „Meister am Bauhaus“. Anschließend war er Mitarbeiter bei mehreren niederländischen Handwebereien, dann fertigte er Arbeiten in eigener Werkstatt in seiner Heimatstadt Uelzen. Bis 1938 war er anschließend freier Textilentwerfer in Berlin.
Ab 1938 leitete Kadow die Klasse für künstlerische Web- und Druckgestaltung an der Höheren Fachschule für Textilindustrie (seit 1944 Textilingenieurschule genannt) in Krefeld. Ab 1949 war er Mitglied der Neuen Rheinischen Sezession. 1950 wurde Kadow Leiter des Vorkurses und der Textilentwurfs-Klasse an der Werkkunstschule Krefeld (der heutigen Hochschule Niederrhein). Ab 1967 wurde Kadow als Professor an die Kölner Werkschulen berufen, wo er seine Lehrtätigkeit bis 1974 ausübte.
Sein vom Bauhaus geprägtes Œuvre umfasst Ölgemälde, Zeichnungen, Wandmalerei, Entwürfe für Gebrauchsgegenstände aus Porzellan, Webkunst und Glasmalerei.